# Rhipha mathildae
Rhipha mathildae là một loài bướm đêm thuộc phân họ Arctiinae, họ Erebidae.